# Rosine Billet
Pour les articles homonymes, voir Billet.
Rosine Tisserand Billet est une céiste française.
Aux Championnats du monde de descente 1975 à Skopje, elle est médaillée d'argent en canoë biplace mixte ainsi que médaillée d'or en canoë biplace mixte par équipe. Elle obtient la médaille de bronze en canoë biplace mixte aux Championnats du monde de descente 1977 à Spittal.
Elle est la veuve du céiste Bernard Billet.